# Bowdoin College
Bowdoin College (/ˈboʊdᵻn/) é uma faculdade particular de artes liberais situada na cidade de Brunswick, no estado de Maine, nos Estados Unidos. Quando Bowdoin foi fundada em 1794, Maine ainda fazia parte da Commonwealth de Massachusetts. A faculdade oferece 35 cursos e 40 subcursos, bem como vários programas de engenharia conjuntos com Columbia University, Caltech, Dartmouth College e a University of Maine.
A faculdade foi membro fundador de sua aliança atlética, a New England Small College Athletic Conference e o Colby-Bates-Bowdoin Consortium, uma conferência atlética e intercâmbio entre bibliotecas com Bates College e Colby College. Bowdoin tem mais de 30 times universitários, e o mascote da escola foi escolhido como um urso-polar em 1913 para homenagear Robert Peary, um ex-aluno de Bowdoin que liderou a primeira expedição bem-sucedida ao Polo Norte. Entre os anos de 1821 e 1921, Bowdoin dirigiu uma escola de medicina chamada Medical School of Maine.
O campus principal de Bowdoin está localizado perto de Casco Bay e do rio Androscoggin. Além do campus de Brunswick, Bowdoin possui um centro de estudos costeiros de 48 ha (118 acres) na Ilha de Orr e uma estação de campo científica de 81 ha (200 acres) na Ilha de Kent, na Baía de Fundy.

## História

### Fundação e século XIX

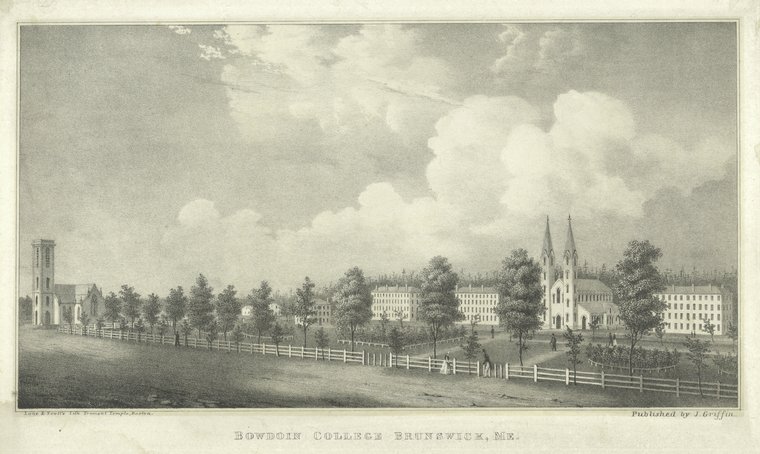
Bowdoin College, c. 1845 (Litografia por Fitz Hugh Lane).

Bowdoin College foi fundada em 1794 pelo Legislativo do Estado de Massachusetts e mais tarde foi redirecionada para a jurisdição do Legislativo de Maine. Foi nomeada pelo ex-governador de Massachusetts James Bowdoin, cujo filho James Bowdoin III foi um dos primeiros benfeitores.
Bowdoin começou a se desenvolver na década de 1820, uma década depois que Maine se tornou um estado independente como resultado do Compromisso do Missouri e formou o presidente dos Estados Unidos, Franklin Pierce. A faculdade também formou dois filósofos literários, os escritores Nathaniel Hawthorne e Henry Wadsworth Longfellow, ambos formados pela Phi Beta Kappa em 1825. Pierce e Hawthorne começaram uma milícia oficial chamada 'Bowdoin Cadets'.
Durante a primeira metade do século XIX, Bowdoin exigia de seus alunos um certificado de "bom caráter moral", bem como conhecimento de latim e grego antigo, geografia, álgebra e as principais obras de Cícero, Xenofonte, Virgílio e Homero.
Harriet Beecher Stowe começou a escrever seu influente romance antiescravagista, Uncle Tom's Cabin, em Brunswick, enquanto seu marido lecionava na faculdade, e o General de brigada (e major-general Brevet) Joshua Chamberlain, ex-aluno e professor de Bowdoin, esteve presente na rendição do Exército da Virgínia do Norte em Appomattox Court House em 1865. Chamberlain, um ganhador da Medalha de Honra que mais tarde serviu como governador de Maine, ajudante-geral de Maine e presidente de Bowdoin, lutou em Gettysburg, onde estava no comando do 20º Regimento de Infantaria de Maine em defesa de Little Round Top. O major-general Oliver Otis Howard, da classe de 1850, liderou o Freedmen's Bureau após a guerra e mais tarde fundou Howard University; O governador de Massachusetts, John Andrew, da classe de 1837, foi responsável pela formação do 54º Regimento de Infantaria de Massachusetts; e William P. Fessenden (1823) e Hugh McCulloch (1827) serviram como secretários do Tesouro durante o governo Lincoln.

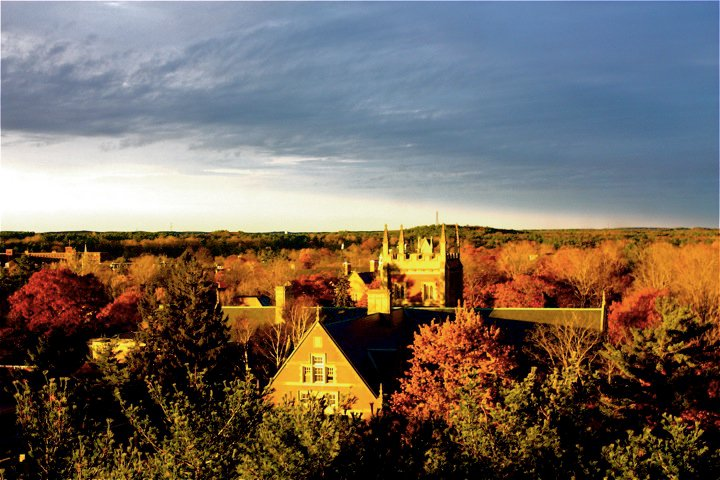
Vista do campus da Coles Tower.

### Século XX

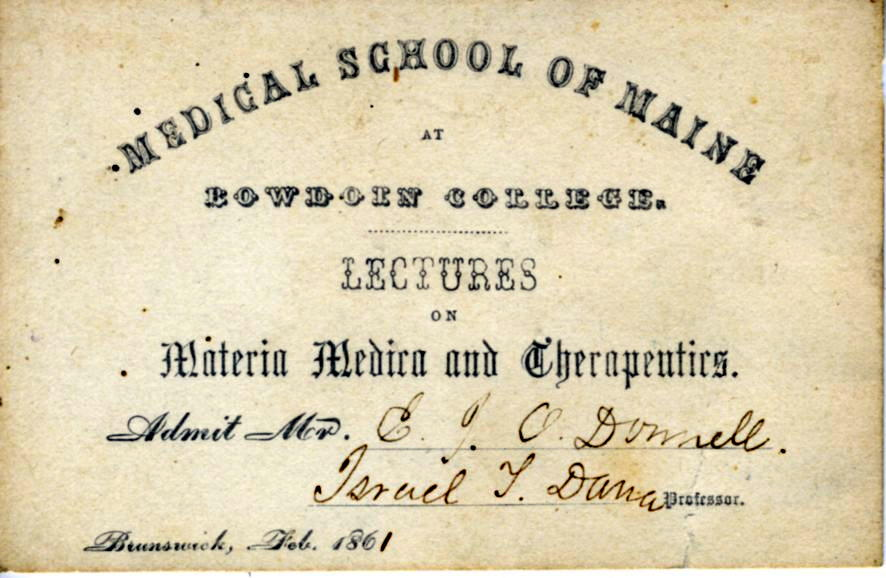
Bowdoin incluiu a Escola de Medicina de Maine de 1821 a 1921.

Embora Bowdoin's Medical School of Maine tenha fechado suas portas em 1921, ela produziu Augustus Stinchfield, que se formou em medicina em 1868 e se tornou um dos cofundadores da Mayo Clinic em Rochester, Minnesota. Em 1877, a faculdade graduaria Charles Morse, o banqueiro americano que estabeleceu um quase monopólio do negócio de gelo em Nova York.
A faculdade passou a educar e eventualmente formar os exploradores do Ártico Robert E. Peary, turma de 1877, e Donald B. MacMillan, turma de 1898. Robert Peary nomeou Bowdoin Fjord e Bowdoin Glacier em homenagem a sua alma mater. Peary liderou a primeira expedição bem-sucedida ao Polo Norte em 1908, e MacMillan, um membro da tripulação de Peary, explorou a Groenlândia, Ilha Baffin e Labrador na escuna Bowdoin entre 1908 e 1954.
Wallace H. White, Jr., classe de 1899, serviu como líder da minoria no Senado de 1944 a 1947 e líder da maioria no Senado de 1947 a 1949; George J. Mitchell, classe de 1954, serviu como líder da maioria no Senado de 1989 a 1995 antes de assumir um papel ativo no processo de paz da Irlanda do Norte.
Em 1970, a faculdade tornou-se uma das poucas faculdades de artes liberais a tornar o SAT opcional no processo de admissão e, em 1971, após quase 180 anos como uma pequena faculdade masculina, Bowdoin admitiu sua primeira turma de mulheres. Bowdoin também eliminou fraternidades em 1997, substituindo-as por um sistema de casas pertencentes à faculdade.
Em 1970, Bowdoin começou a competir no Consórcio Colby-Bates-Bowdoin, com Bates e Colby. O consórcio tornou-se tanto uma rivalidade atlética quanto um programa de intercâmbio acadêmico.

### Século XXI
Em 18 de janeiro de 2008, Bowdoin anunciou que eliminaria os empréstimos para todos os alunos novos e atuais que recebessem ajuda financeira, substituindo esses empréstimos por doações a partir do ano acadêmico de 2008-2009. O Presidente Mills declarou: "Alguns veem um chamado em áreas tão vitais, mas frequentemente mal remuneradas, como ensino ou serviço social. Com dívidas significativas na formatura, alguns alunos sem dúvida serão forçados a fazer escolhas profissionais ou educacionais não baseadas em seus talentos e interesses, mas sim em sua capacidade de pagar empréstimos estudantis. Como uma instituição dedicada ao bem comum, Bowdoin deve considerar a equidade de tal resultado."
Em fevereiro de 2009, após uma doação de US$10 milhões pelo cofundador da Subway e ex-aluno Peter Buck, turma de 1952, a faculdade concluiu uma campanha de captação de US$250 milhões. Além disso, a faculdade também concluiu recentemente grandes projetos de construção no campus, incluindo a renovação do museu de arte da faculdade e um novo centro fitness com o nome de Peter Buck.
Em 1º de julho de 2015, Clayton Rose sucedeu Mills como presidente. Oito anos depois, em 1º de julho de 2023, Safa Zaki sucedeu Rose como a primeira mulher a assumir a presidência da faculdade.

## Admissões
A taxa de admissão para a turma de 2027 foi de 7,7%. A gama de candidatos consistia em 10.966 aplicantes, contra 9.376 para a turma de 2026.
| Classe            | 2027          | 2026      | 2025      | 2024      | 2023      |
| ----------------- | ------------- | --------- | --------- | --------- | --------- |
| Candidatos        | 10,966        | 9,376     | 9,325     | 9,402     | 9,332     |
| Admitidos         | 850           | 862       | 822       | 861       | 845       |
| Selectividade     | 7.7%          | 9.2%      | 8.8%      | 9.2%      | 9.1%      |
| Pontuações no SAT | (a confirmar) | 1340-1540 | 1320-1520 | 1330-1510 | 1330-1520 |

O US News & World Report classifica Bowdoin como "altamente seletiva". Dos alunos matriculados, 89% estão entre os 10% melhores de sua turma de formandos do ensino médio. Embora Bowdoin não exija o SAT nas admissões, todos os alunos podem enviar uma pontuação durante a candidatura. 50% dos candidatos aceitos que enviaram pontuações das seções verbal e matemática do SAT pontuaram entre 660–750 em cada matéria. A média de 50% do ACT é 30–33.
A edição de 17 de abril de 2008 do The Economist citou Bowdoin em um artigo sobre admissões em universidades: "As chamadas 'quase-Ivies', como Bowdoin e Middlebury, também tiveram taxas de admissão baixas recordes este ano (18% cada). É agora tão difícil entrar em Bowdoin, diz o diretor de admissões da faculdade, quanto entrar em Princeton na década de 1970." Muitos estudantes solicitam ajuda financeira, e cerca de 85% dos que solicitam recebem ajuda. Embora uma parte significativa do corpo estudantil venha da Nova Inglaterra - incluindo quase 25% de Massachusetts e 10% de Maine - as turmas recentes vêm de um grupo cada vez mais multi-americana e internacional. Embora Bowdoin tenha tido uma reputação de homogeneidade (tanto etnicamente quanto socioeconomicamente), uma campanha de diversidade aumentou a porcentagem de alunos de cor nas turmas recentes para mais de 31%. Na verdade, a admissão de minorias remonta pelo menos até John Brown Russwurm em 1826, o primeiro afro-americano graduado de Bowdoin e o terceiro afro-americano graduado de qualquer faculdade americana.

## Educação

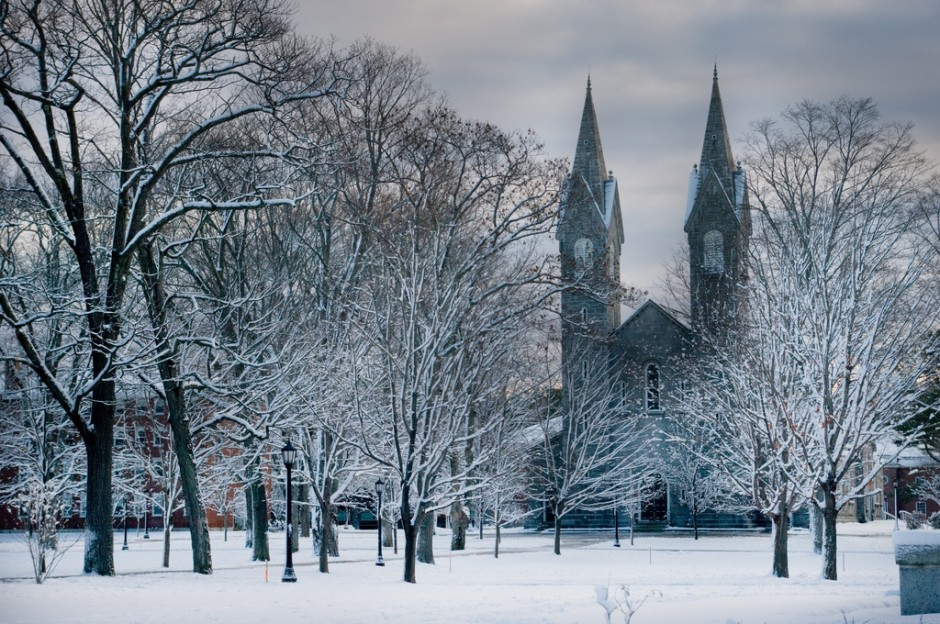
Bowdoin Chapel durante o semestre de inverno.

Os requisitos de distribuição de curso foram abolidos na década de 1970, mas foram restabelecidos por uma votação majoritária do corpo docente em 1981 devido a uma iniciativa da professora de comunicação oral e cinema Barbara Kaster. Ela insistiu que os requisitos de distribuição garantiriam aos alunos uma educação mais abrangente em diversas áreas e, portanto, apresentariam a eles mais possibilidades de carreira. Os requisitos de pelo menos dois cursos em cada uma das categorias de ciências naturais/matemática, ciências sociais e comportamentais, humanidades/belas artes e estudos estrangeiros (incluindo idiomas) entraram em vigor para a classe de 1987 e foram gradualmente alterados desde então. Os requisitos atuais exigem um curso cada em ciências naturais, raciocínio quantitativo, artes visuais e cênicas, perspectivas internacionais e diferença, poder e desigualdade. Um pequeno curso intensivo de redação, chamado de seminário do primeiro ano, também é necessário. Os cursos mais populares, por graduados de 2021, foram: 
Ciência Política e Governo (82)
Econometria e Economia Quantitativa (61)
Biologia/Ciências Biológicas (30)
Bioquímica (28)
Neurociência (25)
Língua e Literatura Inglesa (25)
Matemática (25)
Em 1990, o corpo docente de Bowdoin votou para mudar o sistema de classificação de quatro níveis para o tradicional sistema A, B, C, D e F. O sistema anterior, consistindo em "altas honras", "honras", "aprovação" e "reprovação", foi concebido principalmente para diminuir a importância das notas e reduzir a competição. Em 2002, o corpo docente decidiu mudar o sistema de notas para incorporar notas positivas e negativas. Em 2006, Bowdoin foi nomeado "Top Producer of Fulbright Awards for American Students" pelo Institute of International Education.
Outros professores notáveis de Bowdoin incluem (ou incluíram): Edville Gerhardt Abbott, Charles Beitz, John Bisbee, Paul Chadbourne, Thomas Cornell, Kristen R. Ghodsee, Eddie Glaude, Joseph E. Johnson, Richard Morgan, Elliott Schwartz, Kenneth Chenault e Scott Sehon.

### Rankings
Na edição de 2022 do ranking do US News & World Report, Bowdoin foi classificada em 6º melhor entre as faculdades de artes liberais nos Estados Unidos, empatado em 3º para "Melhor Ensino de Graduação", 7º em "Faculdades Mais Valiosas" e empatado em 23º para "Faculdades Mais Inovadoras".
No ranking de faculdades da Forbes de 2022, Bowdoin ficou em 48º lugar geral entre 498 universidades, faculdades de artes liberais e academias de serviço e 7º entre faculdades privadas de artes liberais.
Bowdoin College é acreditada pela New England Commission of Higher Education .
Bowdoin foi classificada como a melhor instituição de ensino superior entre 1.204 faculdades de pequeno porte nos EUA pela Niche em 2017.
Com base nas pontuações dos alunos no SAT, Bowdoin está empatada com Williams em 5º lugar nas faculdades de artes liberais mais inteligentes do Business Insider, com uma pontuação média de 1435 para matemática e leitura crítica combinadas. Entre todas as faculdades, está empatado com Brown, Carnegie Mellon e Williams em 22º lugar.
A faculdade foi classificada em 5º lugar no país pela Washington Monthly em 2019 com base em sua contribuição para o bem público, medida pela mobilidade social, pesquisa e promoção do serviço público.
Em 2006, a Newsweek descreveu Bowdoin como uma " Nova Ivy ", uma das várias faculdades e universidades de artes liberais fora da Ivy League, e também foi apelidada de "Hidden Ivy".

## Vida estudantil

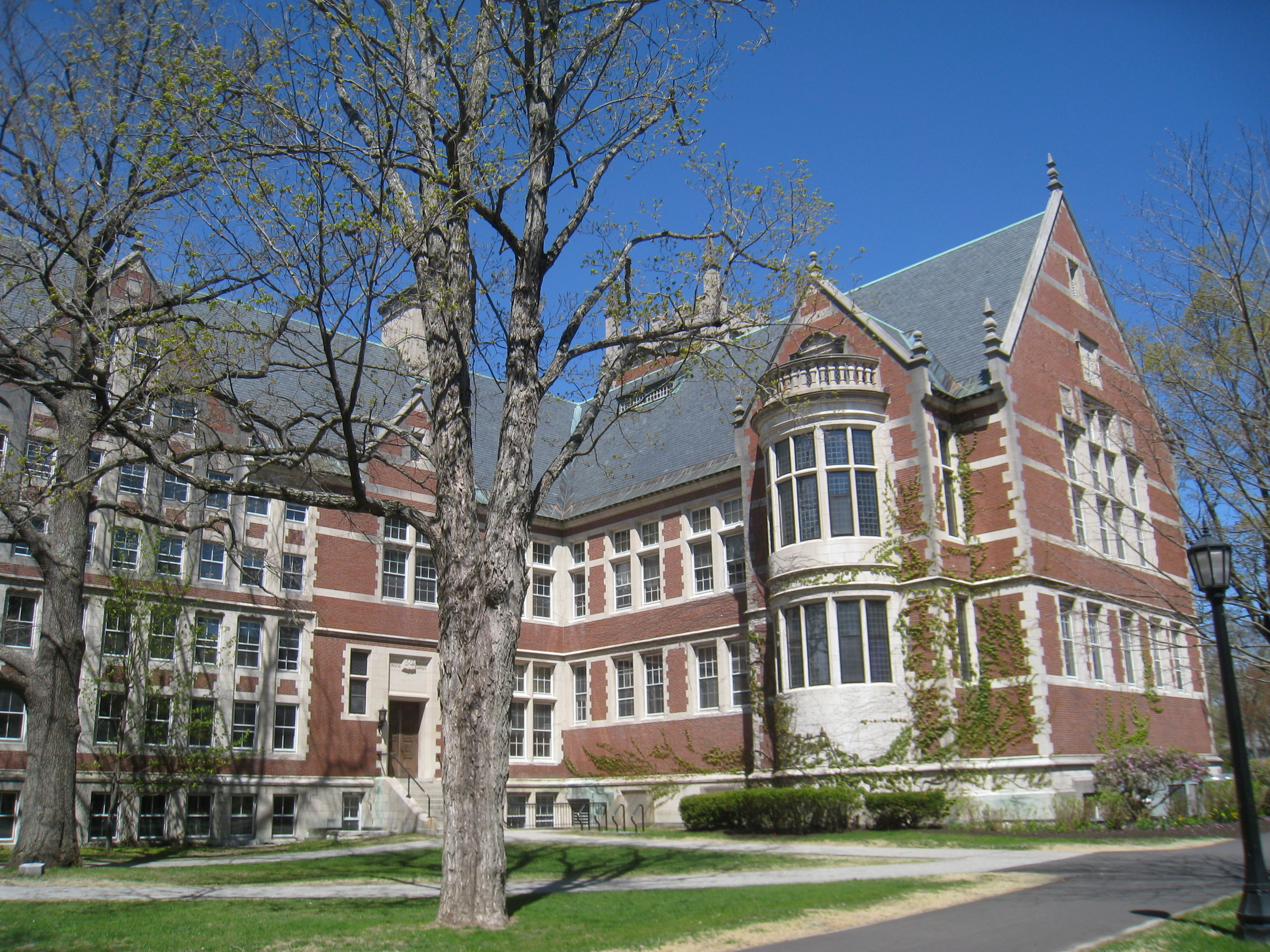
Hubbard Hall, que já foi a biblioteca da faculdade.

Os serviços de jantar de Bowdoin foram classificados como o número 1 entre todas as universidades e faculdades nacionalmente pela Princeton Review em 2004, 2006, 2007, 2011, 2013, 2014 e 2016, com o The New York Times relatando: "Se não fosse pelas bandejas, e pelo fato de que a maioria dos clientes tem menos de 25 anos, você pensaria que era um restaurante."
Bowdoin usa alimentos de sua horta orgânica em seus dois principais refeitórios, e todo ano letivo começa com uma lagosta assada do lado de fora do Farley Fieldhouse.
Relembrando seus dias em Bowdoin em uma entrevista de 2005, o professor Richard E. Morgan (turma de 1959) descreveu a vida estudantil na escola então toda masculina como "monástica" e observou que "as únicas coisas a fazer eram trabalhar ou beber" . Isso é corroborado pelo Official Preppy Handbook , que em 1980 classificou Bowdoin como a escola de bebida número dois do país, atrás de Dartmouth . Hoje em dia, observou Morgan, a faculdade oferece uma gama muito mais ampla de oportunidades recreativas: "Se pudéssemos prever o padrão de vida de Bowdoin hoje, teríamos ficado surpresos."
Desde a abolição das fraternidades gregas no final dos anos 1990, Bowdoin mudou para um sistema no qual os alunos ingressantes recebem uma afiliação de "casa de faculdade" correlacionada com o dormitório do primeiro ano. Embora seis casas tenham sido originalmente estabelecidas após a construção de dois novos dormitórios, duas foram adicionadas no outono de 2007 e uma adicionada no outono de 2019, elevando o total atual para oito: Baxter, Quinby, MacMillan, Howell, Helmreich, Reed, Burnett e Boody-Johnson. As casas da faculdade são edifícios físicos ao redor do campus que hospedam festas e outros eventos ao longo do ano. Os alunos que optam por não morar em sua casa afiliada mantêm sua afiliação e são considerados membros ao longo de sua carreira Bowdoin.

### Clubes

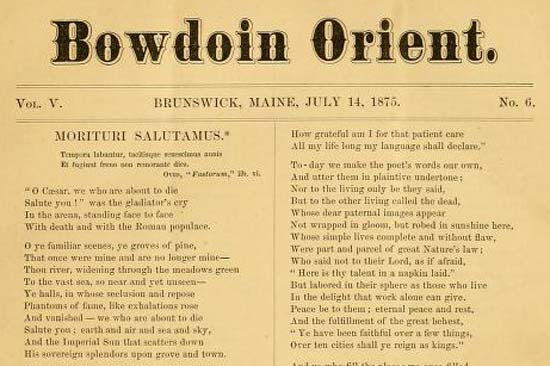
The Orient, o jornal da faculdade.

O maior grupo de estudantes no campus é o Outing Club, que oferece canoagem, caiaque, rafting, camping e "mochilões" pelo estado de Maine. Uma das duas sociedades literárias rivais históricas da escola, The Peucinian Society, foi recentemente revitalizada de sua forma anterior. A Peucinian Society foi fundada em 1805. Esta organização conta com pessoas como Henry Wadsworth Longfellow e Joshua Lawrence Chamberlain entre seus ex-membros. A outra, a agora extinta Sociedade Ateniense, incluía Nathaniel Hawthorne e Franklin Pierce como membros.
Bowdoin compete na Standard Platform League da RoboCup como Northern Bites, onde as equipes competem com cinco robôs autônomos Aldebaran Nao. Bowdoin venceu o campeonato mundial na RoboCup 2007, vencendo a Carnegie Mellon University, e terminou em 2º lugar no US Open de 2015.

### Mídia e publicações
O jornal estudantil de Bowdoin, The Bowdoin Orient, é o mais antigo semanário universitário publicado continuamente nos Estados Unidos. O Orient foi nomeado o segundo melhor jornal semanário universitário em uma conferência da Collegiate Associated Press em março de 2007 e o melhor jornal universitário da Nova Inglaterra pela New England Society of News Editors em 2018.
A revista literária da escola, The Quill, foi publicada entre 1897 e 2015. The Bowdoin Globalist, uma revista internacional de notícias, cultura e política afiliada à organização Global21 de revistas universitárias, publica desde 2012. O Bowdoin Globalist fez a transição para uma plataforma somente digital em 2015 e mudou seu nome para The Bowdoin Review . A estação de rádio da faculdade, WBOR, está em operação desde o início dos anos 1940. Em 1999, a Bowdoin Cable Network foi formada, produzindo um noticiário semanal e vários programas criados por alunos por semestre.

### Acapella

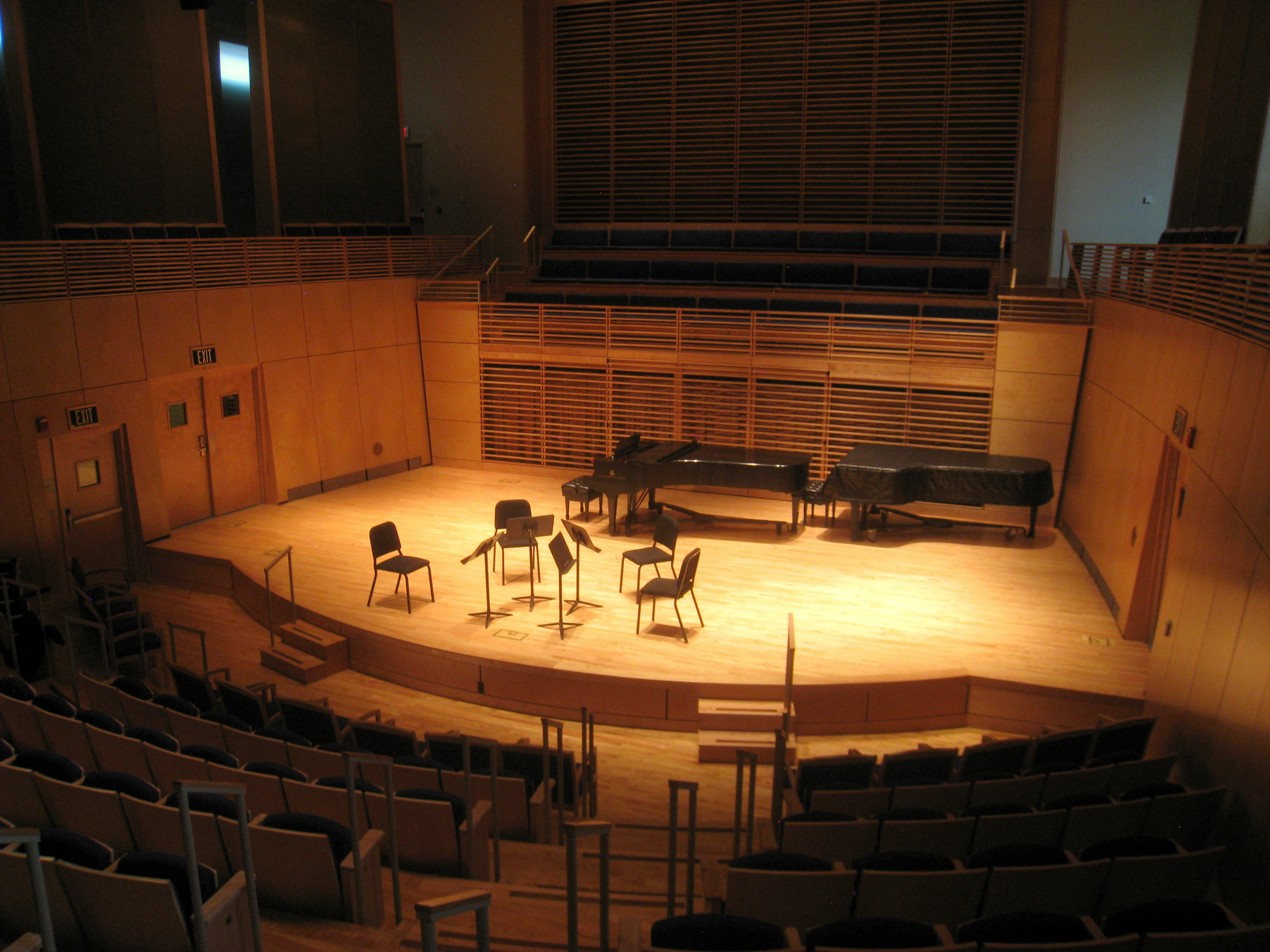
Sala de Recital Studzinski

Há seis grupos a cappella no campus; os Meddiebempsters são os mais velhos. Fundados na primavera de 1937, os Meddies se apresentaram em shows da USO após a Segunda Guerra Mundial.

## Compromisso ambiental
Bowdoin College assinou o American College and University President's Climate Commitment em 2007. A faculdade seguiu com um plano de neutralidade de carbono lançado em 2009, com 2020 como o ano-alvo para a neutralidade de carbono. De acordo com o plano, as melhorias gerais na rede elétrica de Maine representarão 7% das reduções de carbono, as melhorias nos deslocamentos representarão 1% e a compra de créditos de energia renovável representará 41%. A faculdade comprometeu-se a reduzir suas emissões de carbono em 28% até 2020, deixando os 23% restantes para novas tecnologias e mais créditos de energia renovável. O plano incluiu a construção de um sistema solar térmico, parte do "Projeto Thorne Solar Hot Water"; cogeração na usina de aquecimento central (pela qual Bowdoin recebeu US$ 400.000 em doações federais); atualizações de iluminação para todos os edifícios do campus; e modernos sistemas de monitoramento do uso de energia no campus. Em 2017, a faculdade já estava a caminho de atingir a meta de redução de 28% de fontes próprias, e os esforços continuaram nas áreas de conservação de energia, atualizações de eficiência e transição para fontes de combustível com baixo teor de carbono. As instalações de Bowdoin são aquecidas por uma usina de aquecimento no campus que queima gás natural. Em fevereiro de 2013, a faculdade anunciou que 1,4% de seu orçamento é investido na indústria de combustíveis fósseis. A divulgação foi em resposta aos apelos dos alunos para alienar essas participações.
Entre 2002 e 2008, Bowdoin College reduziu suas emissões de CO2 em 40%. Conseguiu essa redução mudando do óleo nº 6 para o nº 2 em sua planta de aquecimento, reduzindo o ponto de aquecimento do campus de 22°C para 20°C e aderindo aos seus próprios Padrões de Design Verde em reformas. Além disso, Bowdoin administra um programa de reciclagem de fluxo único e seu departamento de serviços de alimentação começou a compostar restos de comida e guardanapos de papel não branqueados. Bowdoin recebeu uma nota geral "B−" por seus esforços de sustentabilidade no College Sustainability Report Card 2009 publicado pelo Sustainable Endowments Institute.
Em 2003, Bowdoin se comprometeu a obter a certificação LEED para todos os novos edifícios do campus. Desde então, a faculdade concluiu a construção das residências Osher e West, o Peter Buck Center for Health & Fitness, a Sidney J. Watson Arena, 216 Maine Street e 52 Harpswell, todos com certificação LEED, LEED Prata ou LEED Ouro. Os novos dormitórios usam parcialmente a água da chuva coletada como parte de um sistema avançado de descarga.

## Campus

### Campus principal de Brunswick
O campus principal de Bowdoin College em Brunswick estende-se por uma área de 87 ha (215 acres) e inclui 120 edifícios, alguns dos quais datam do século XVIII. Edifícios proeminentes no campus incluem o prédio mais antigo da faculdade, o Massachusetts Hall, a Parker Cleaveland House e a Harriet Beecher Stowe House. O campus tem dois museus; o Bowdoin College Museum of Art está localizado no Walker Art Building, enquanto o Peary-MacMillan Arctic Museum está situado no Hubbard Hall.

### Outras propriedades
O Schiller Coastal Studies Centre tem 48 ha (118 acres) e está localizado a 13 km (8 milhas) ao sul da Ilha de Orr em Harpswell, Maine.
Bowdoin College opera a Estação Científica Bowdoin na Ilha Kent, na Baía de Fundy, em New Brunswick.

## Esportes

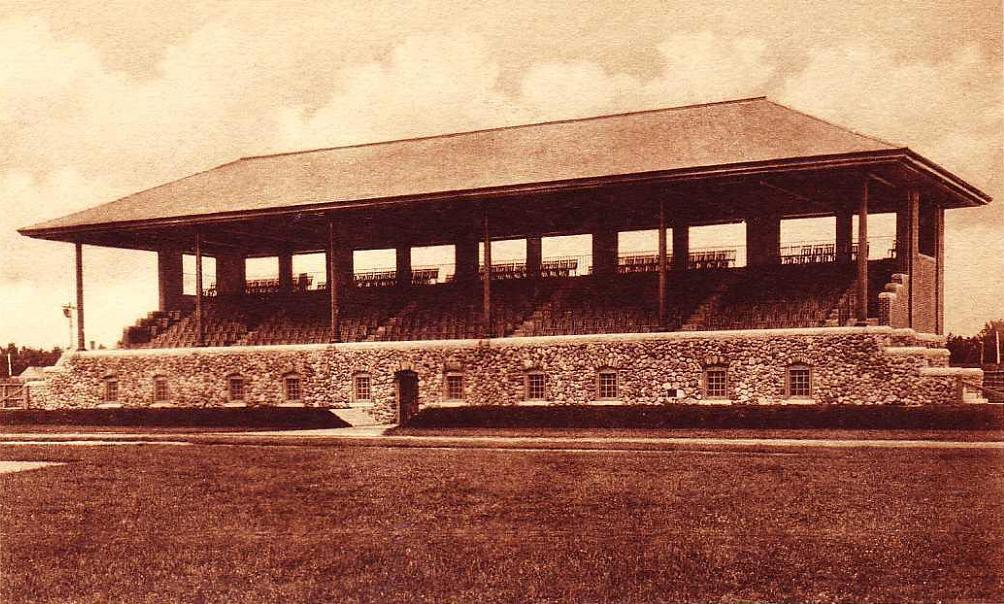
Hubbard Grandstand em 1912, construído em 1904 no Whittier Field.

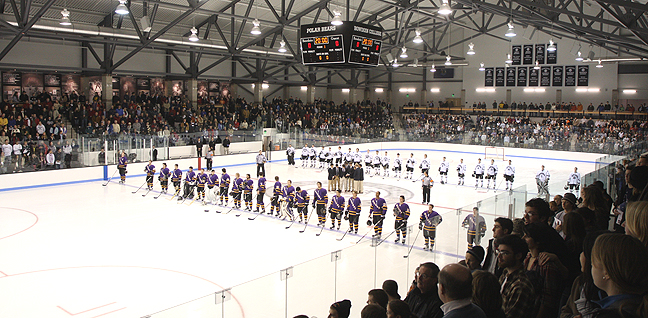
Antes de uma partida entre Bowdoin e Williams na Watson Arena, construída em 2009

A organização esportiva em Bowdoin começou em 1828 com um programa de ginástica estabelecido pelo "pai do atletismo de Maine", John Neal. Nos anos seguintes, Neal agitou-se para mais programas, e ele mesmo ensinou boliche, boxe e outros esportes.
As equipes do Bowdoin College são conhecidas como Polar Bears. Eles competem como membros Divisão III da National Collegiate Athletic Association (NCAA), competindo principalmente na New England Small College Athletic Conference (NESCAC), da qual foram membros fundadores em 1971.
O mascote de todas as equipes esportivas de Bowdoin College é o urso-polar, geralmente referido no plural, ou seja, "Os ursos polares". As cores da escola são preto e branco . A canção de luta, Forward The White, foi composta por Kenneth A. Robinson, da turma de 1914.
O clube de remo da faculdade compete anualmente na Colby-Bates-Bowdoin Chase Regatta. A equipe de hóquei em campo é quatro vezes campeã nacional da Divisão III da NCAA; ganhando o título em 2007 (derrotando Middlebury College), 2008 (derrotando Tufts University), 2010 (derrotando Messiah College), e 2013 (derrotando Salisbury University). A equipe masculina de tênis venceu o Campeonato da Divisão III da NCAA de 2016 após derrotar a Emory University em Kalamazoo, Michigan.
As principais instalações esportivas incluem Whittier Field (capacidade: 9.000 pessoas), Morrell Gymnasium (1.500), Sidney J. Watson Arena (2.300), Pickard Fields e o Buck Center for Health and Wellness.

## Ex-alunos notáveis

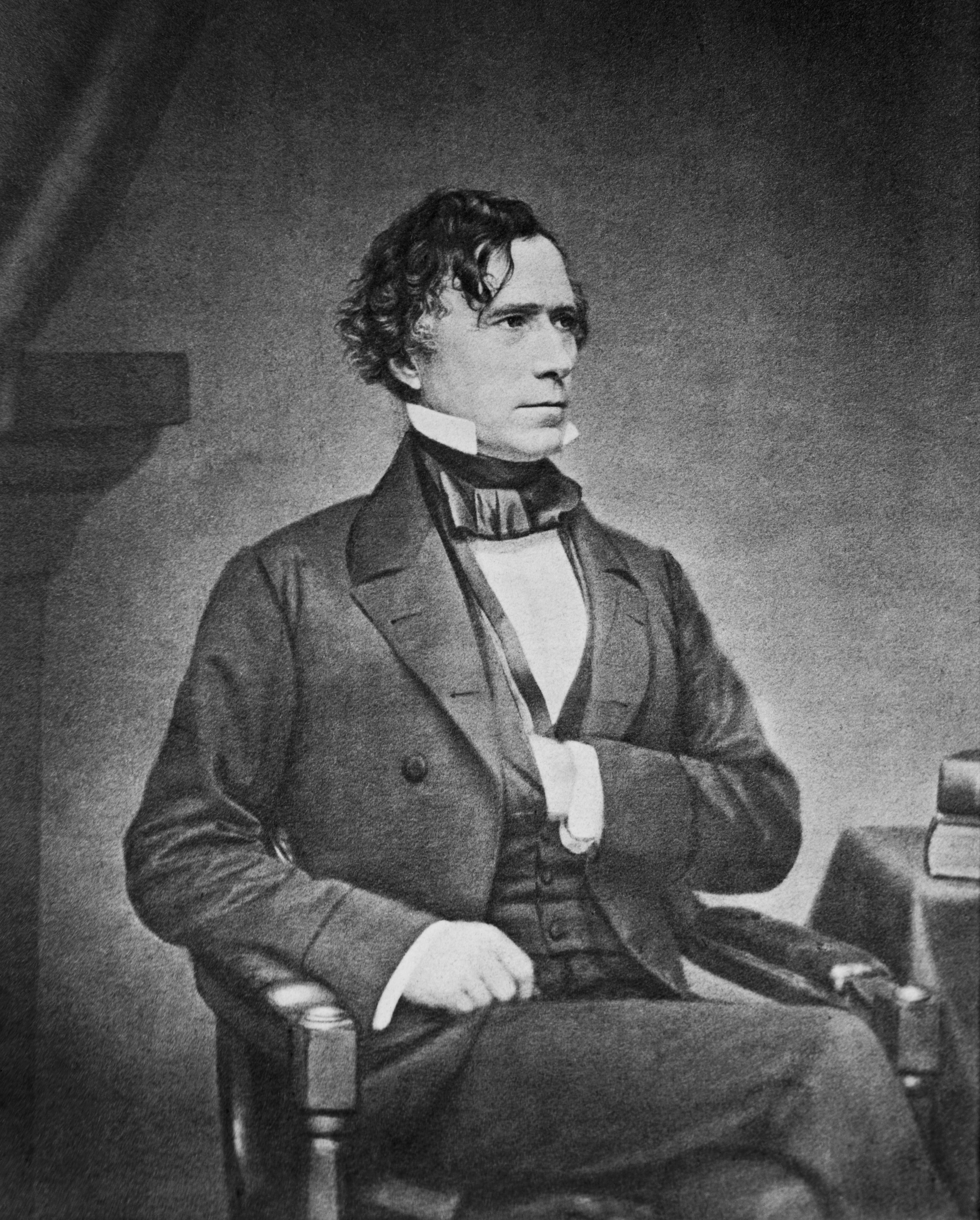
Franklin Pierce, 14º Presidente dos Estados Unidos
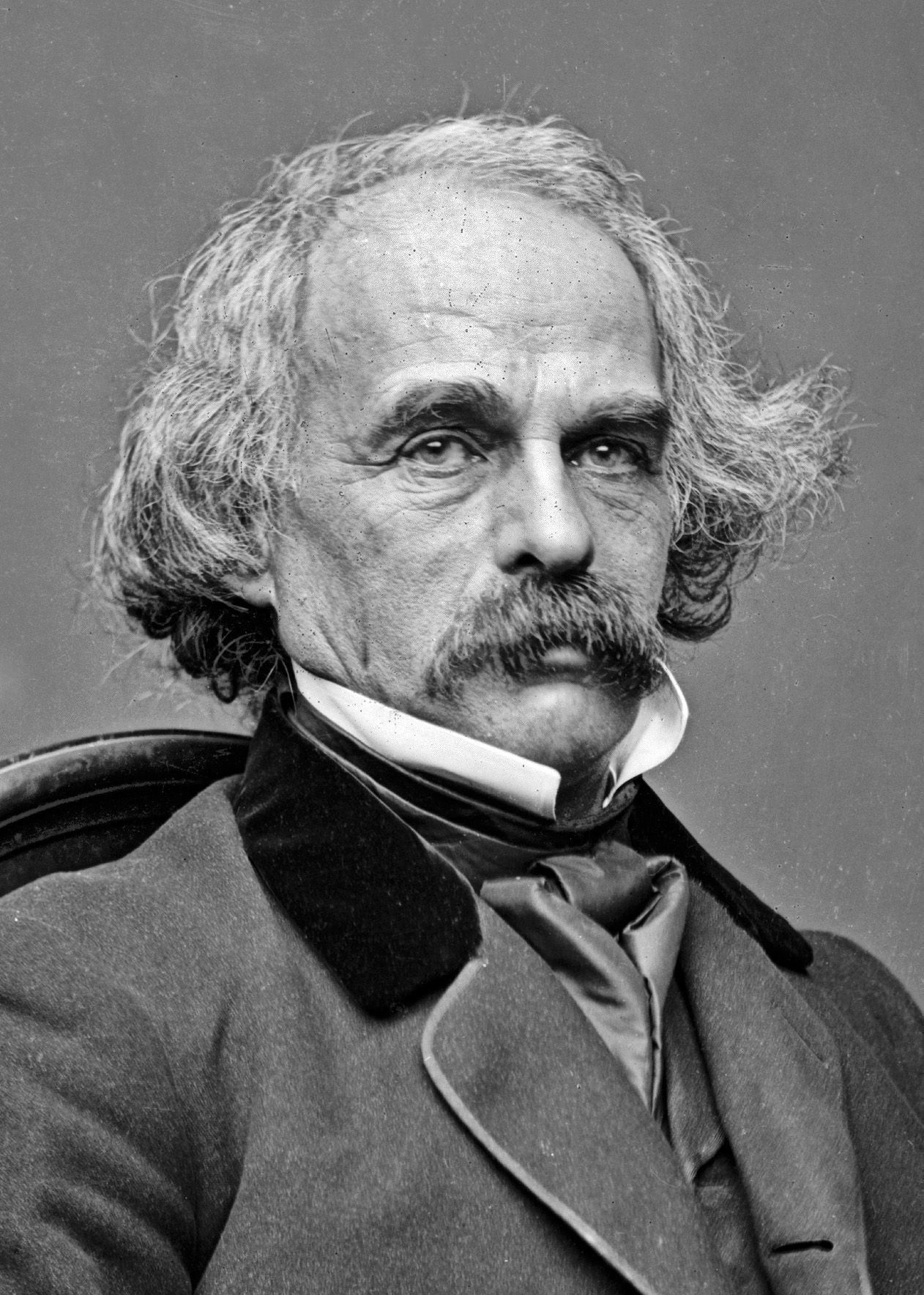
Nathaniel Hawthorne, novelista
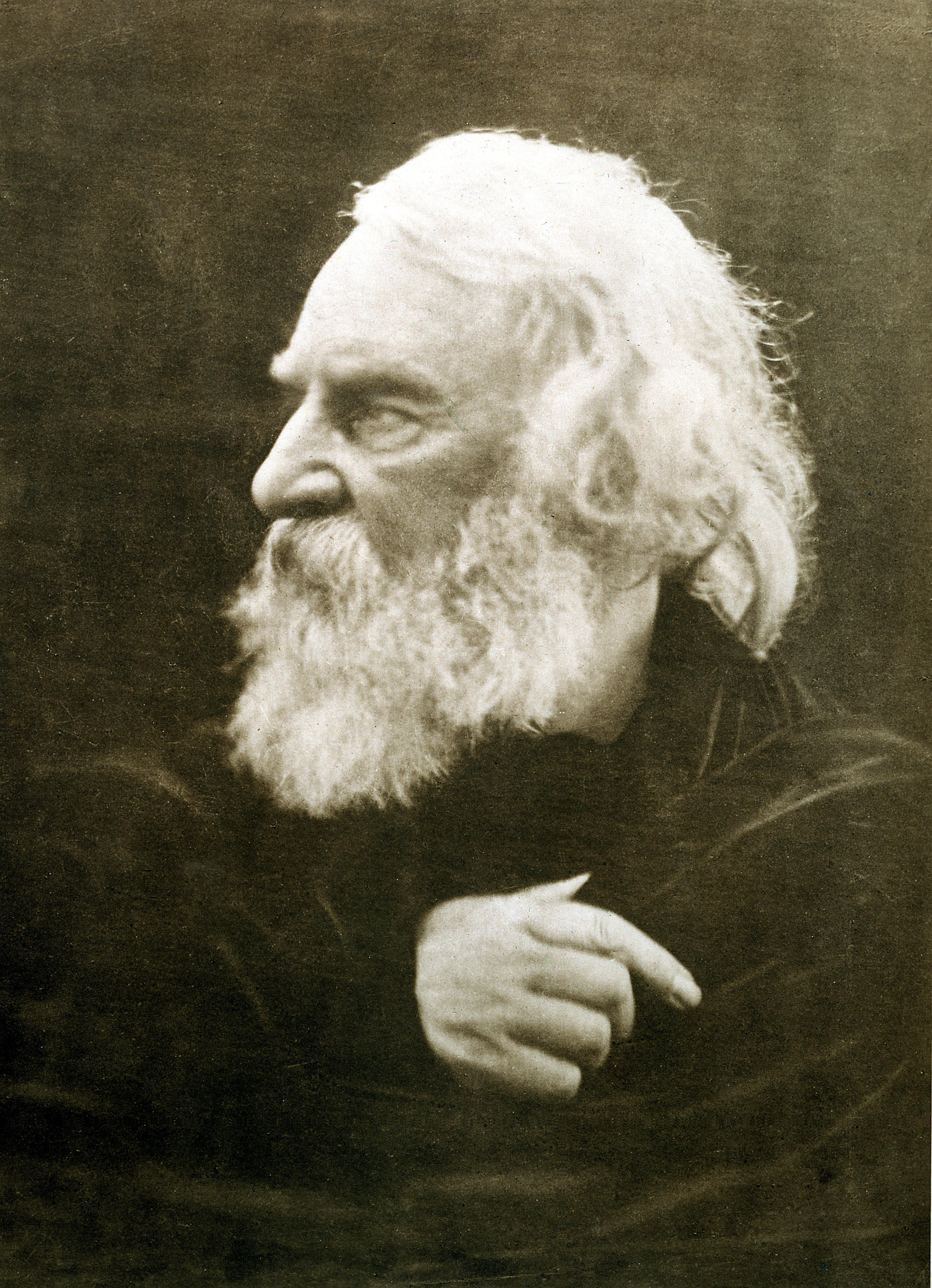
Henry Wadsworth Longfellow, poeta
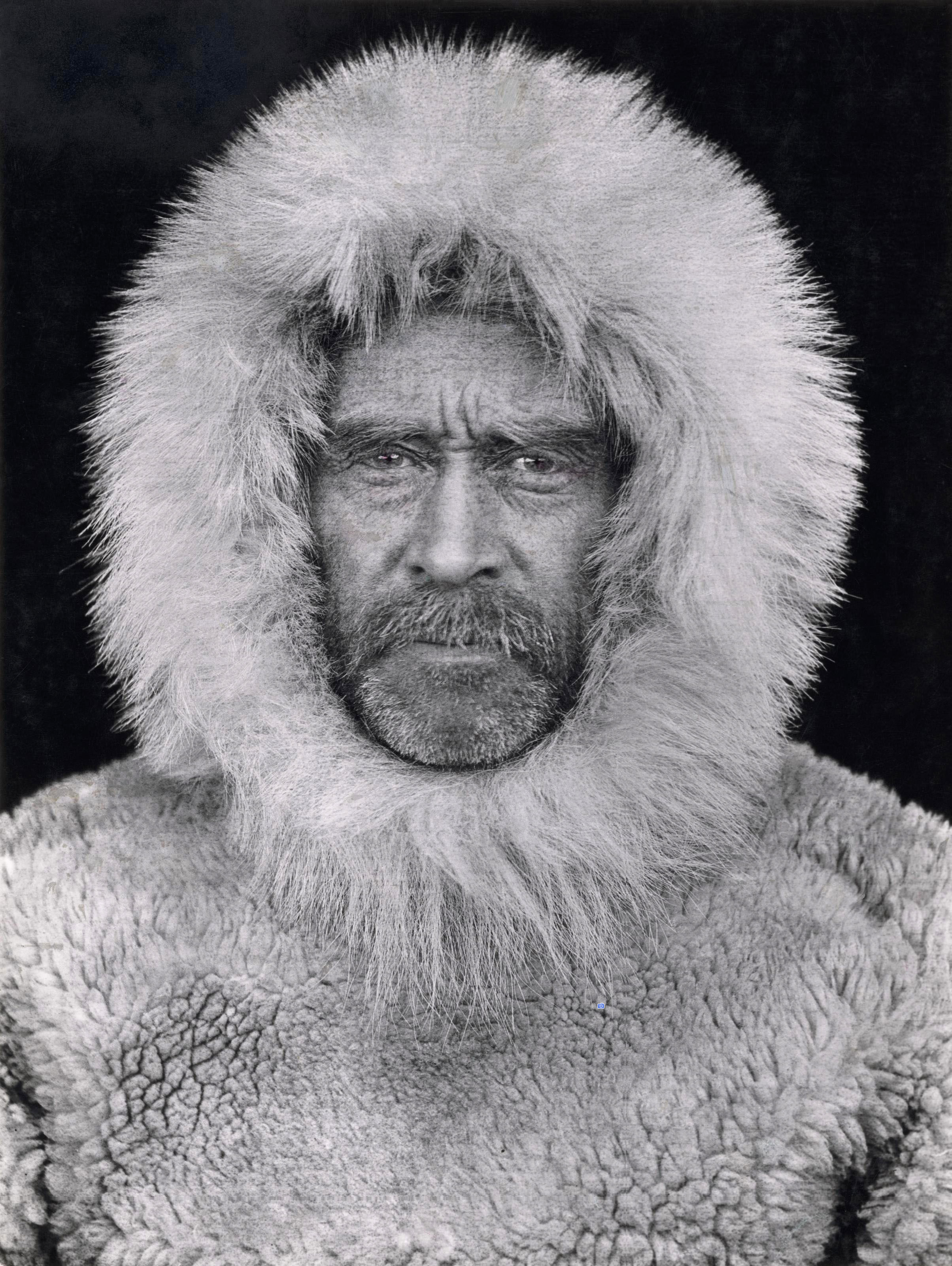
Robert Peary, explorador, que afirma ser a primeira pessoa a chegar ao Polo Norte
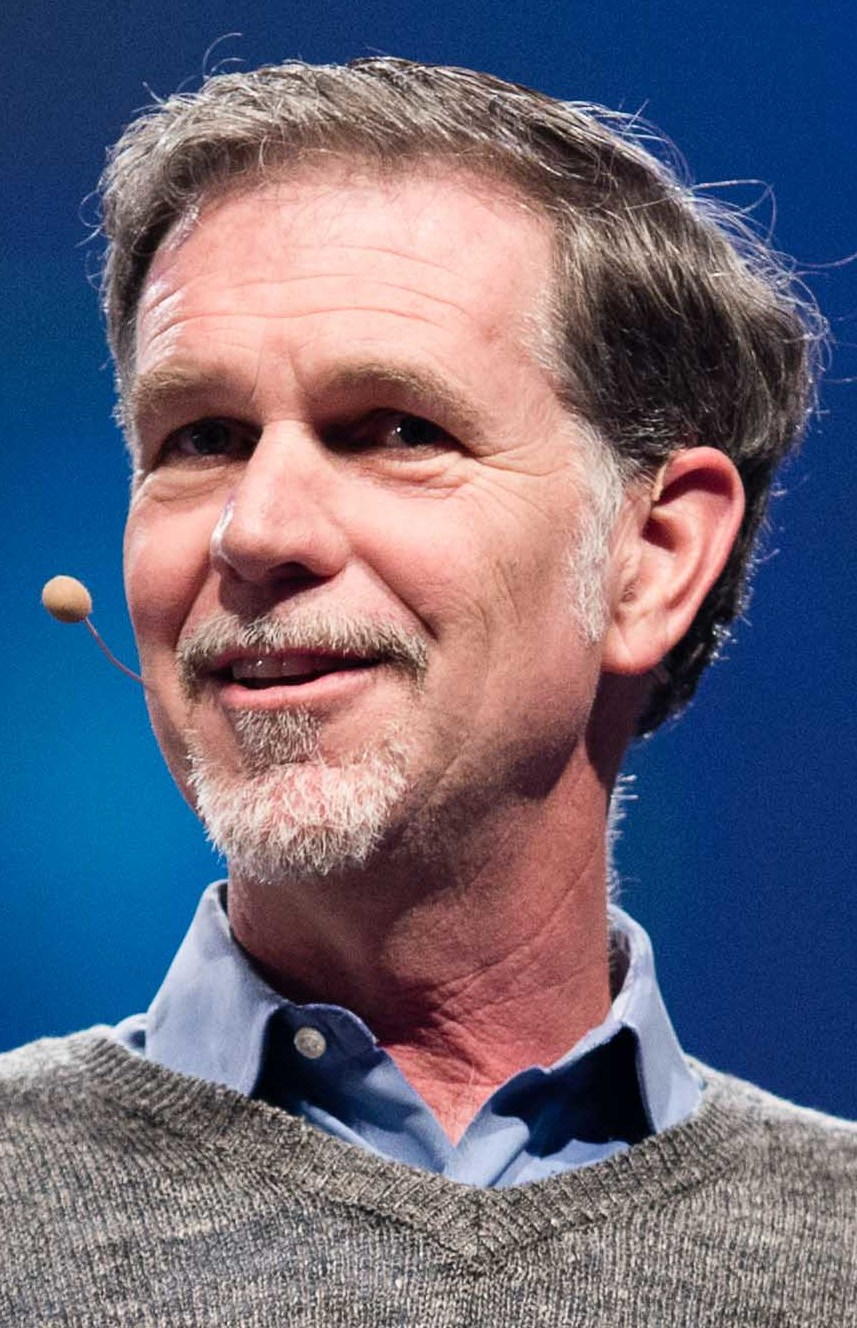
Reed Hastings, cofundador da Netflix
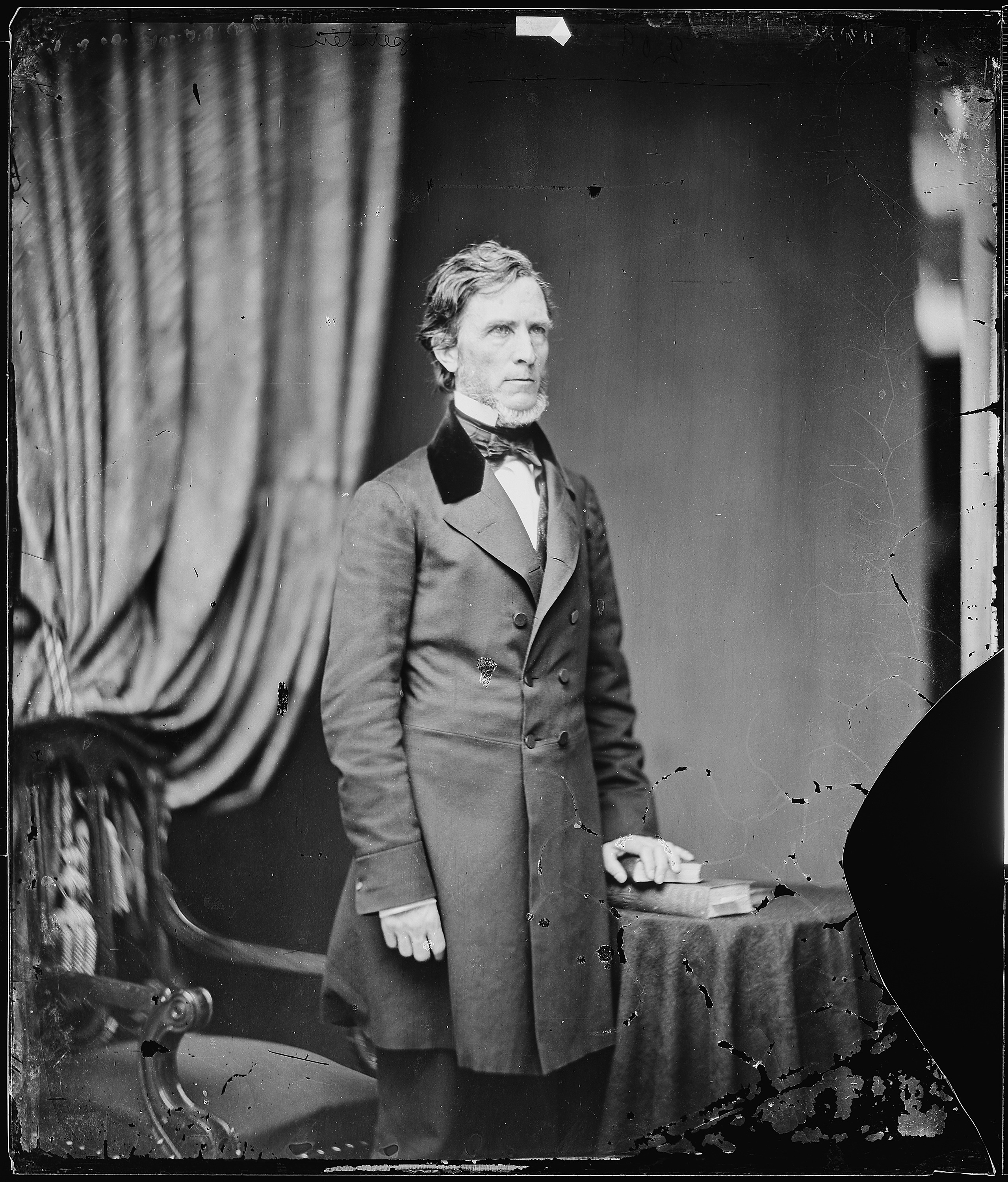
William P. Fessenden, ex-Ministro da Fazenda dos Estados Unidos
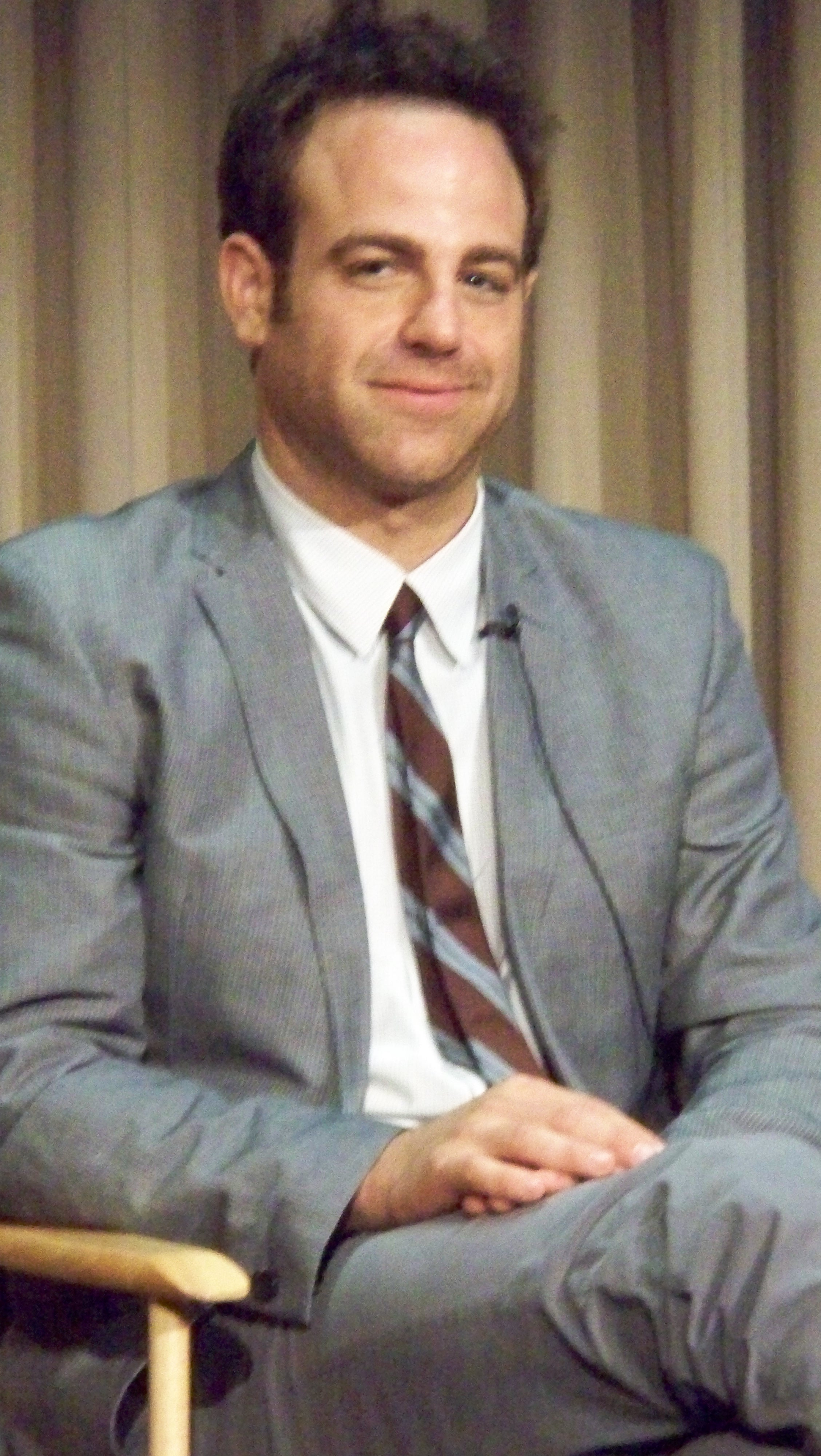
Paul Adelstein, ator
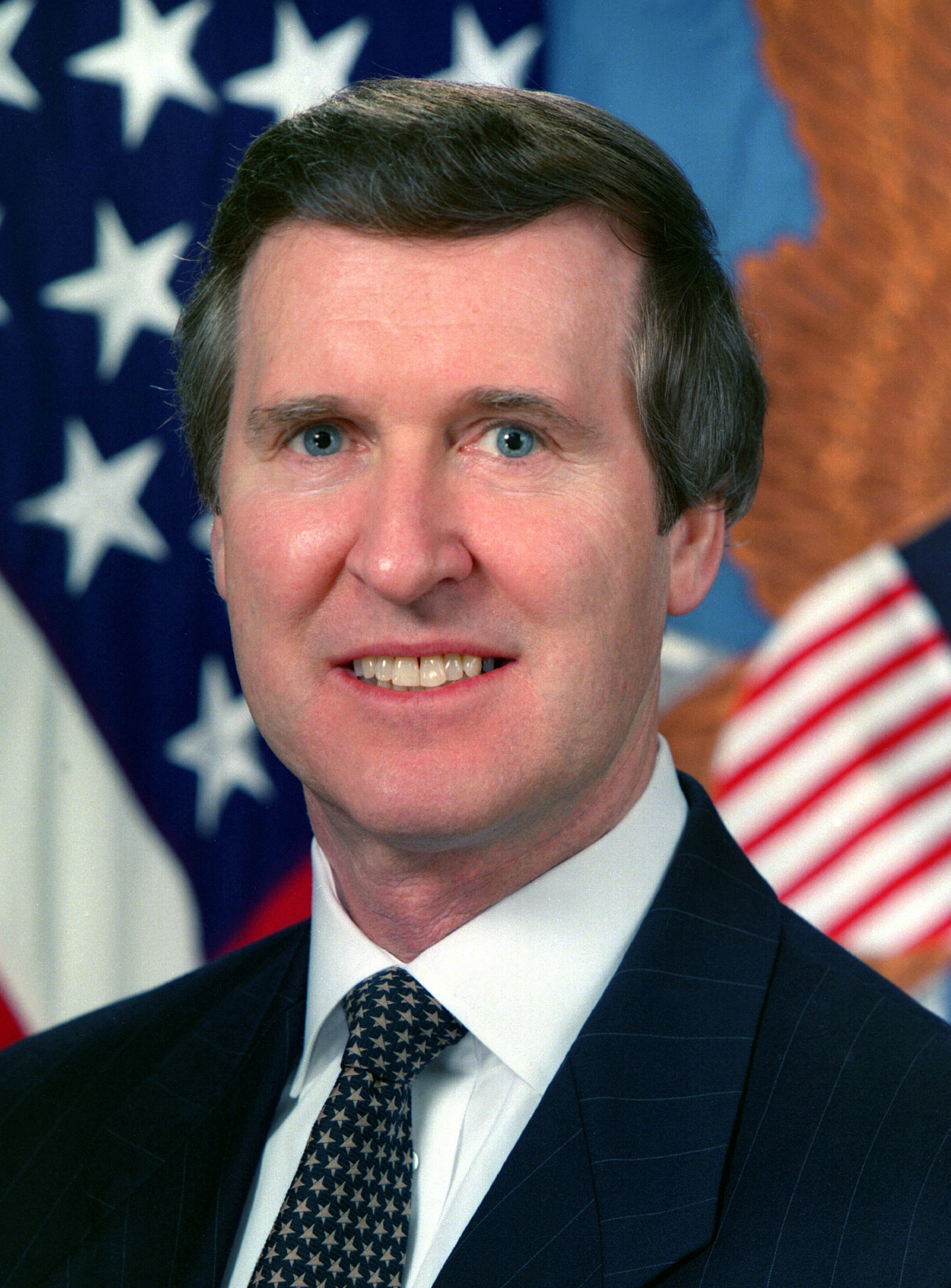
William Cohen, 20º Ministro da Defesa e ex-Senador dos Estados Unidos
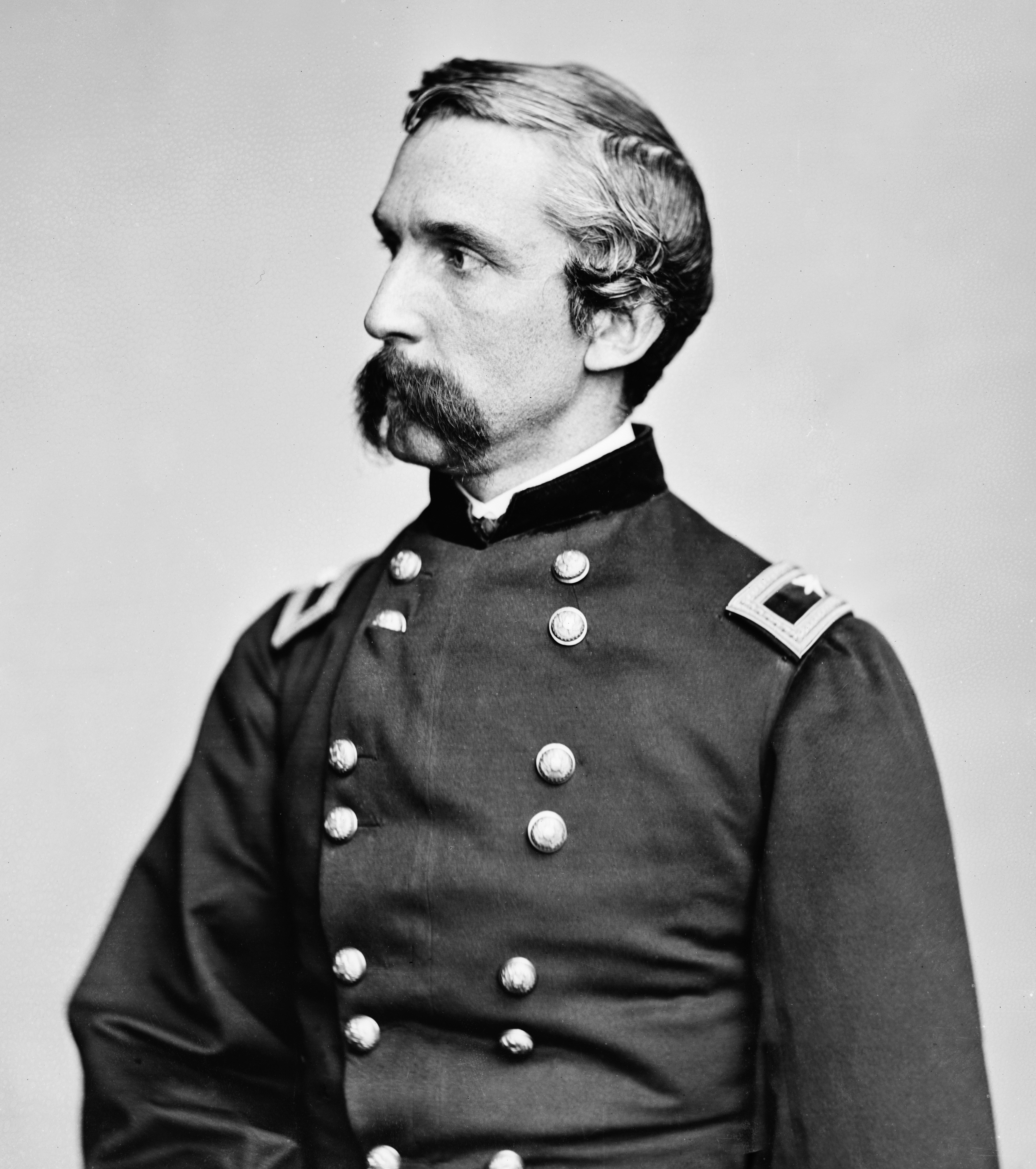
Joshua Chamberlain, General de brigada no Exército da União
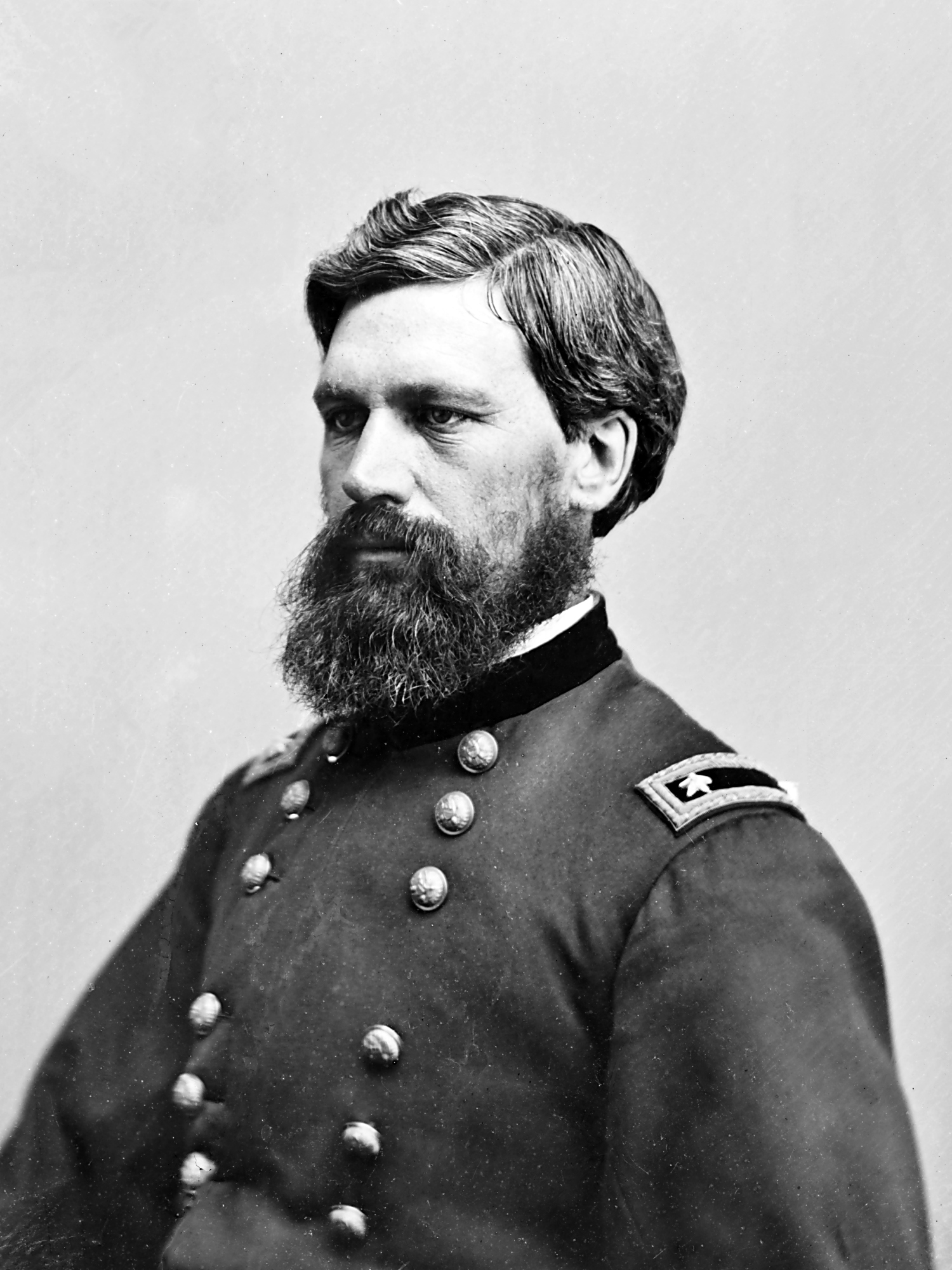
Oliver Otis Howard, Major-General no Exército da União
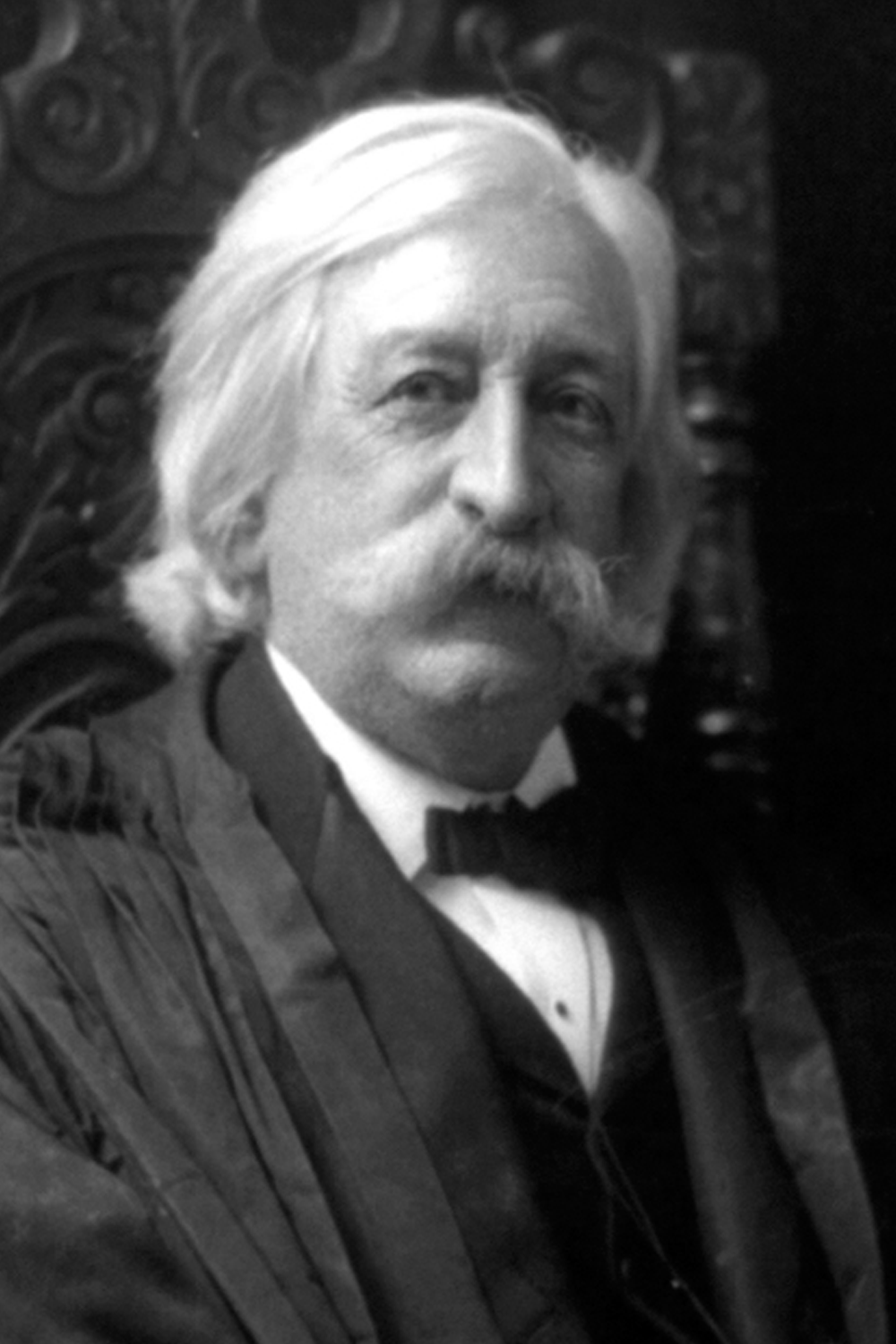
Melville Fuller, 8º Presidente da Suprema Corte dos Estados Unidos
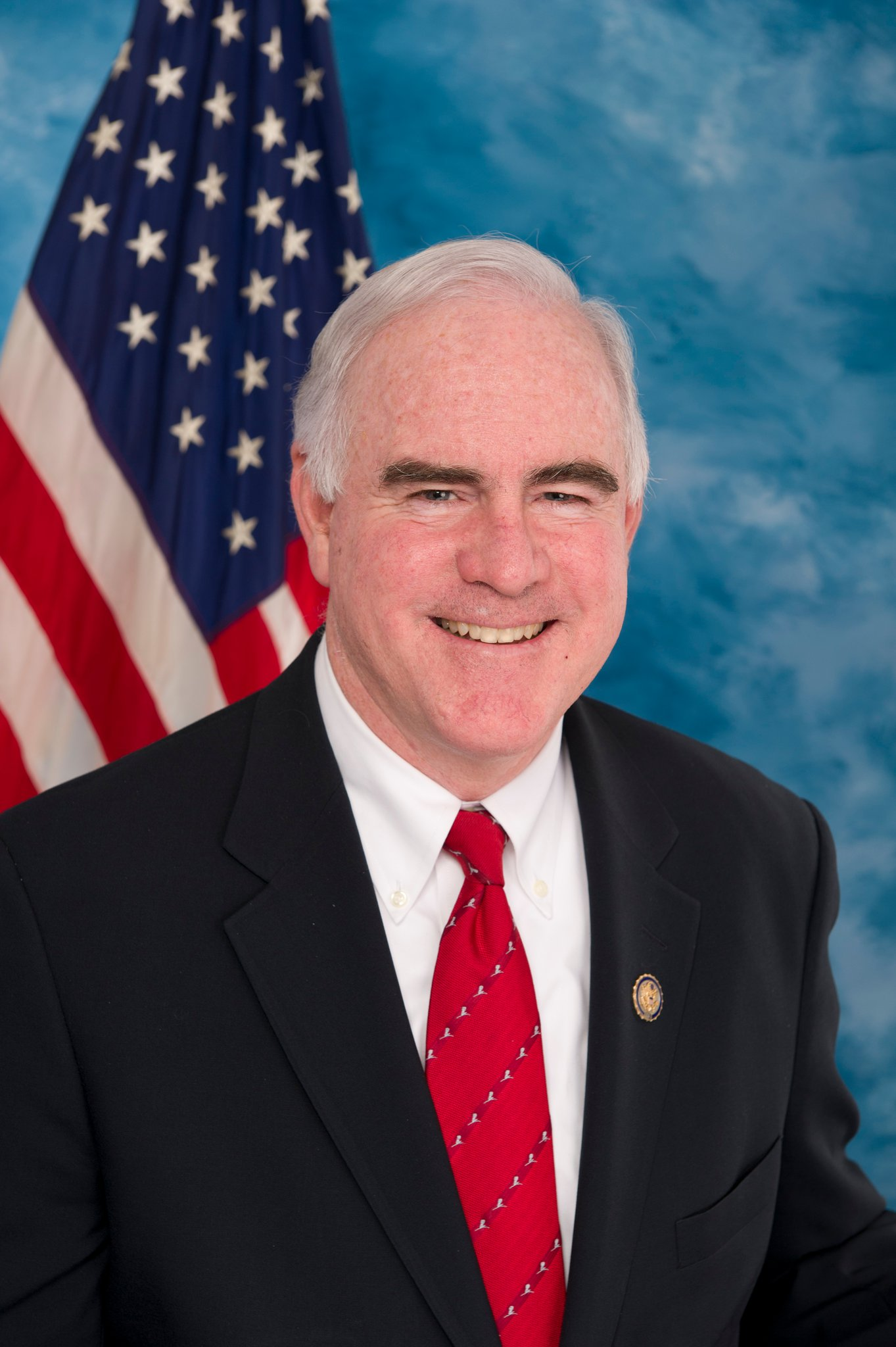
Pat Meehan, ex-Deputado Federal dos Estados Unidos
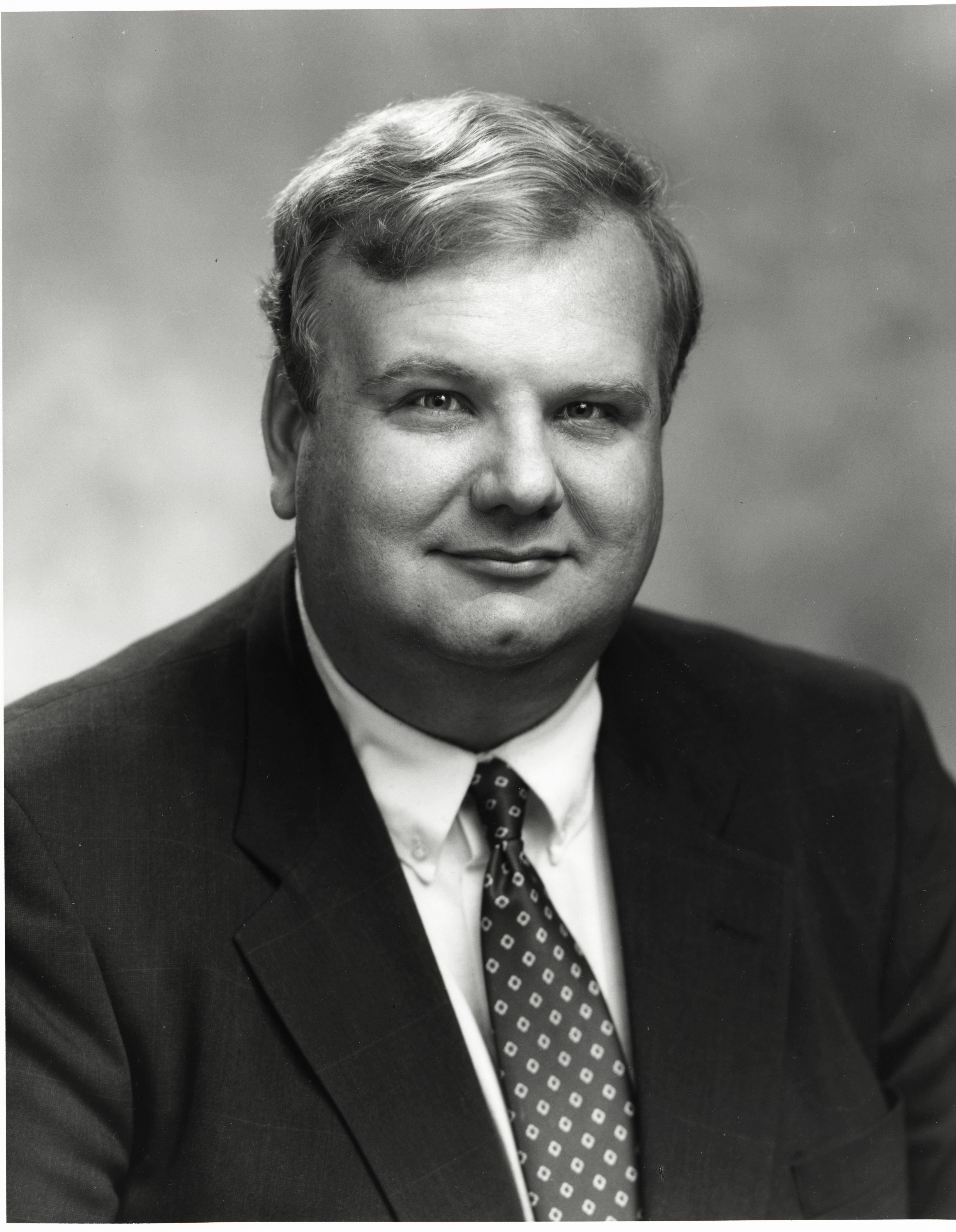
Lawrence B. Lindsey, Membro do Conselho de Governadores da Federal Reserve
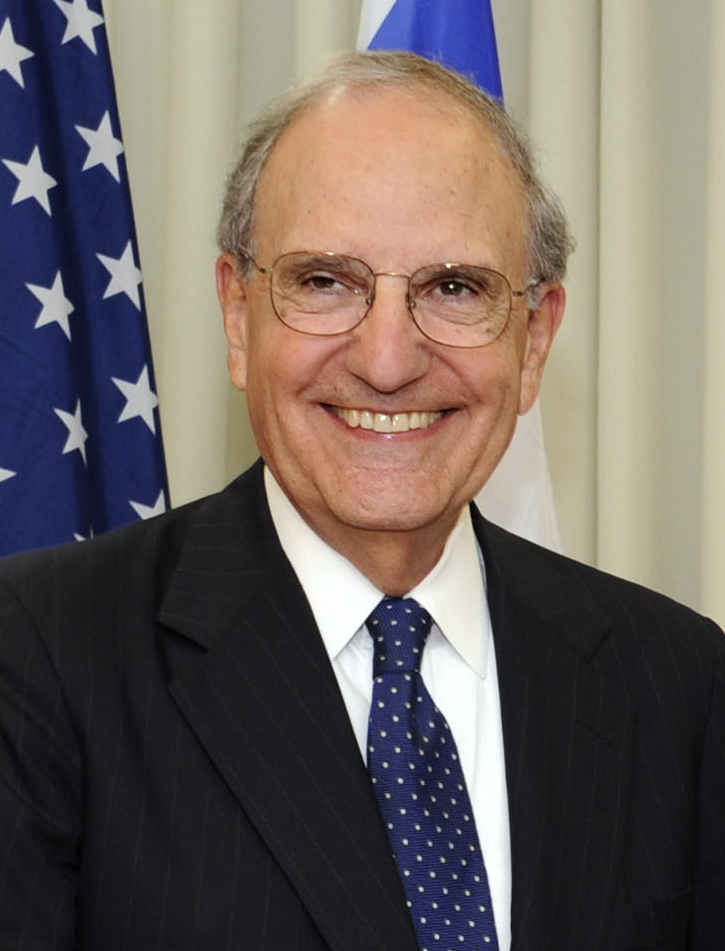
George J. Mitchell, ex-Líder da Bancada de Situação da Câmara dos Deputados dos Estados Unidos
Ed Lee, ex-Prefeito de São Francisco, Califórnia
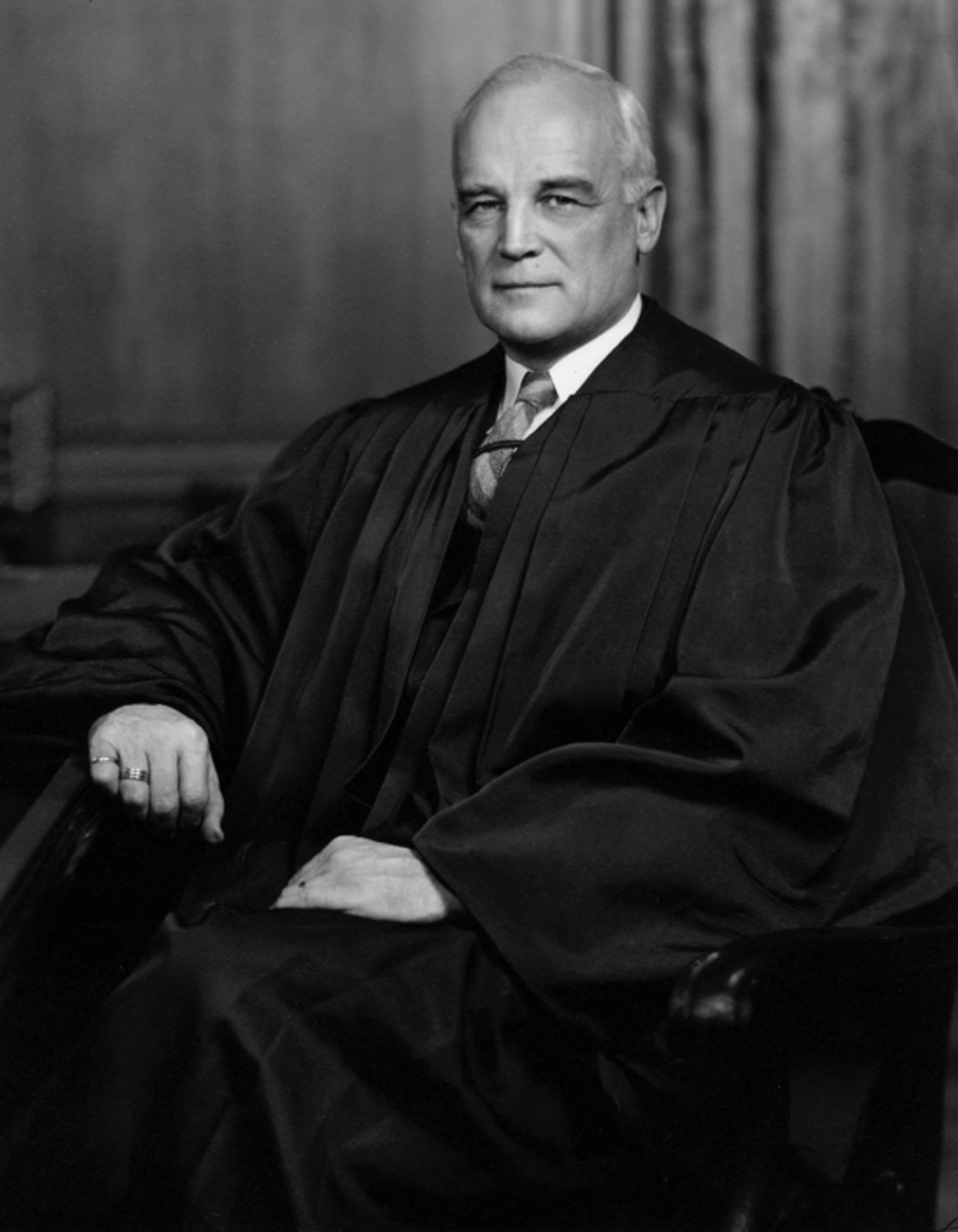
Harold Hitz Burton, ex-Ministro da Suprema Corte dos Estados Unidos
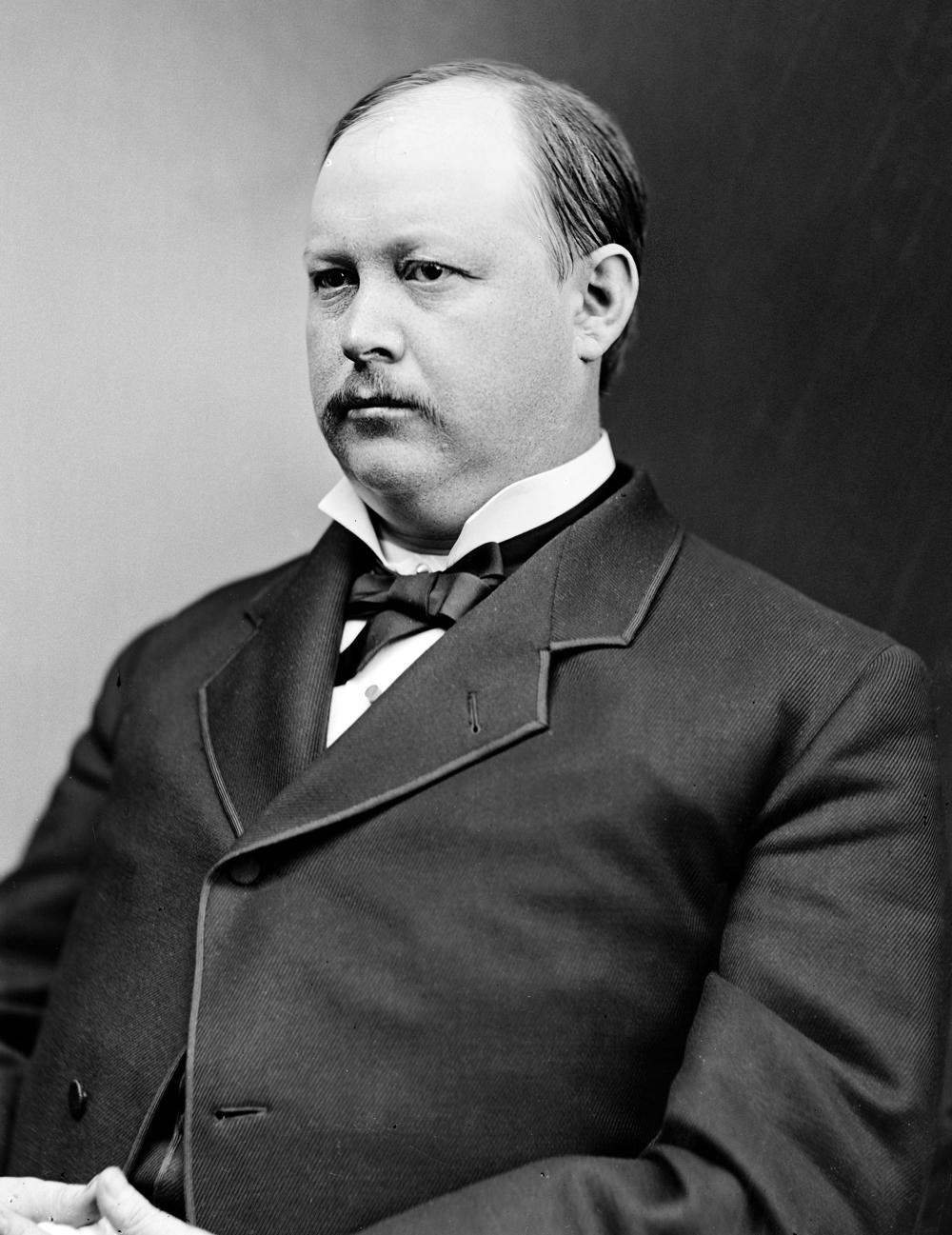
Thomas Brackett Reed, ex-Presidente da Câmara dos Deputados dos Estados Unidos
Augustus Stinchfield, cofundador da Mayo ClinicAugustus Stinchfield, cofundador da Mayo Clinic
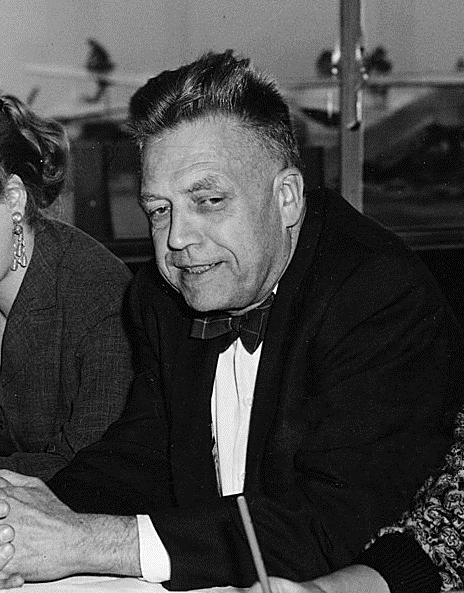
Alfred Kinsey, biologista e sexologista
Ex-alunos Notáveis de Bowdoin (por ano de graduação):
- Ministro da Fazenda dos EUA, representante dos EUA e senador de Maine William Pitt Fessenden (1824)
- Presidente dos Estados Unidos Franklin Pierce (1824)
- Poeta Henry Wadsworth Longfellow (1825)
- Romancista Nathaniel Hawthorne (1825)
- Jornalista e governador da República de Maryland, John Brown Russwurm (1826) 
- Missionário médico do Seminário Batticotta, Nathan Ward
- Prefeito de Oakland, Califórnia (1867–1869) e regente fundador da Universidade da Califórnia (1868–1874), Samuel Merritt (1844)
- Joshua Young, ministro unitarista, presidiu o funeral de John Brown (1845)
- General da Guerra Civil Joshua Lawrence Chamberlain (1852)
- Filósofo, ministro e acadêmico Charles Carroll Everett (1850)
- General da Guerra Civil Oliver Otis Howard, que ajudou a fundar a Howard University (1850)
- Presidente da Suprema Corte dos Estados Unidos Melville Fuller (1853)
- Presidente da Câmara dos EUA, Thomas Brackett Reed (1860)
- General da Guerra Civil Thomas W. Hyde, ganhador da Medalha de Honra, autor, fundador da Bath Iron Works (1861)
- O cofundador da Mayo Clinic, Dr. Augustus Stinchfield (1868)
- Físico Edwin Hall (1875)
- Freelan Oscar Stanley, inventor do Stanley Steamer e construtor do Stanley Hotel (1877)
- Explorador do Ártico Almirante Robert Peary (1877)
- Sócio Presidente da Cravath, Swaine & Moore Hoyt Augustus Moore (1895)
- Proprietário de mina de ouro, empresário, investidor e filantropo Sir Harry Oakes (1896)
- Presidente e, posteriormente, Secretário-Geral do Conselho Municipal de Xangai, Stirling Fessenden (1896)
- Explorador do Ártico Donald B. MacMillan (1898)
- Líder empresarial e presidente da Manufacturers Trust Company Harvey Dow Gibson (1902)
- Senador dos Estados Unidos Paul H. Douglas (1913)
- Poeta vencedor do Prêmio Pulitzer, Robert PT Coffin (1915)
- Pesquisador sexual Alfred Kinsey (1916)
- Hodding Carter, jornalista vencedor do Prêmio Pulitzer (1927)
- Ator de cinema e televisão Gary Merrill (1937)
- O ganhador da Medalha de Honra do Congresso, Everett P. Pope, que exibiu notável bravura durante a Batalha de Peleliu (1941)
- Destinatário de duas estrelas de prata, Andrew Haldane, que foi morto em ação durante a Batalha de Peleliu (1941)
- Criador da M*A*S*H H. Richard Hornberger (1945)
- Empresário e filantropo Bernard Osher (1948)
- Empresário e consultor financeiro independente Raymond S. Troubh (1950)
- Cofundador da rede de sanduíches Subway, Peter Buck (1952)
- Embaixador dos EUA nas Nações Unidas, Thomas R. Pickering (1953)
- Senador americano George Mitchell (1954)
- Presidente do conselho da LL Bean, Leon Gorman (1956)
- Presidente e CEO da Ted Bates Worldwide, Donald M. Zuckert
- Senador e Secretário de Defesa dos Estados Unidos William Cohen (1962)
- O premiado fotógrafo Abelardo Morell (1971)
- Juiz sênior do Tribunal Distrital dos EUA para o Distrito de Maine John A. Woodcock Jr. (1972)
- CEO da American Express, Kenneth Chenault (1973)
- Presidente e CEO da Harlem Children's Zone, Geoffrey Canada (1974)
- Alvin Hall, consultor financeiro, autor e personalidade da mídia (1974)
- Prefeito de São Francisco Ed Lee (1974)
- Investidor Stanley Druckenmiller (1975)
- Economista e ex-governador do Federal Reserve Lawrence B. Lindsey (1975)
- Correspondente legal e investigador sênior da NBC News Cynthia McFadden (1978)
- Diretor Gerente Sênior do Grupo Blackstone, John Studzinski (1978)
- Medalhista de ouro olímpico Joan Benoit Samuelson (1979)
- O ex-CEO do Barclays Jes Staley (1979)
- O editor geral de Barron, Andrew E. Serwer (1981)
- Fundador e CEO da Netflix, Reed Hastings (1983)
- Produtor vencedor do Oscar da HBO, Kary Antholis (1984)
- Designer de moda e empresário Ruthie Davis (1984)
- Ator de Prison Break e Private Practice Paul Adelstein (1991)
- Compositor, escritor e músico DJ Spooky (1992)
- Autor vencedor do Prêmio Pulitzer, Anthony Doerr (1995)
- Repórter da New York Times Departamento de Justiça Katie Benner (1999)
- Poeta, crítica e performer Claudia La Rocco (2000)
- Ex-gerente geral da New York Mets Jared Porter (2003)
- Comediante Hari Kondabolu (2004)
- Ativista dos direitos civis DeRay Mckesson (2007)
- Membro da Assembléia do Estado de Nova York, Zohran Mamdani (2014)
- O repórter do Wall Street Journal Evan Gershkovich (2014)
- Membro da Câmara dos Representantes do Tennessee, Justin J. Pearson (2017)

Os graduados de Bowdoin lideraram todos os três ramos do governo federal americano, incluindo as duas casas do Congresso. Franklin Pierce (1824) foi o décimo quarto presidente dos EUA; Melville Weston Fuller (1853) serviu como Chefe de Justiça dos Estados Unidos; Thomas Brackett Reed (1860) foi eleito duas vezes presidente da Câmara dos Representantes; e Wallace H. White, Jr. (1899) e George J. Mitchell (1954) serviram como Líder da Maioria no Senado dos Estados Unidos.